# أسماك أبو ذقن
أسماك أبو ذقن أو الطُّرَستوج أو سمك السلطان إبراهيم أو أسماك الماعز (الاسم العلمي: Mullidae)، فصيلة أسماك بحرية من الفرخيات.تضم ستة أجناس.

## معرض صور

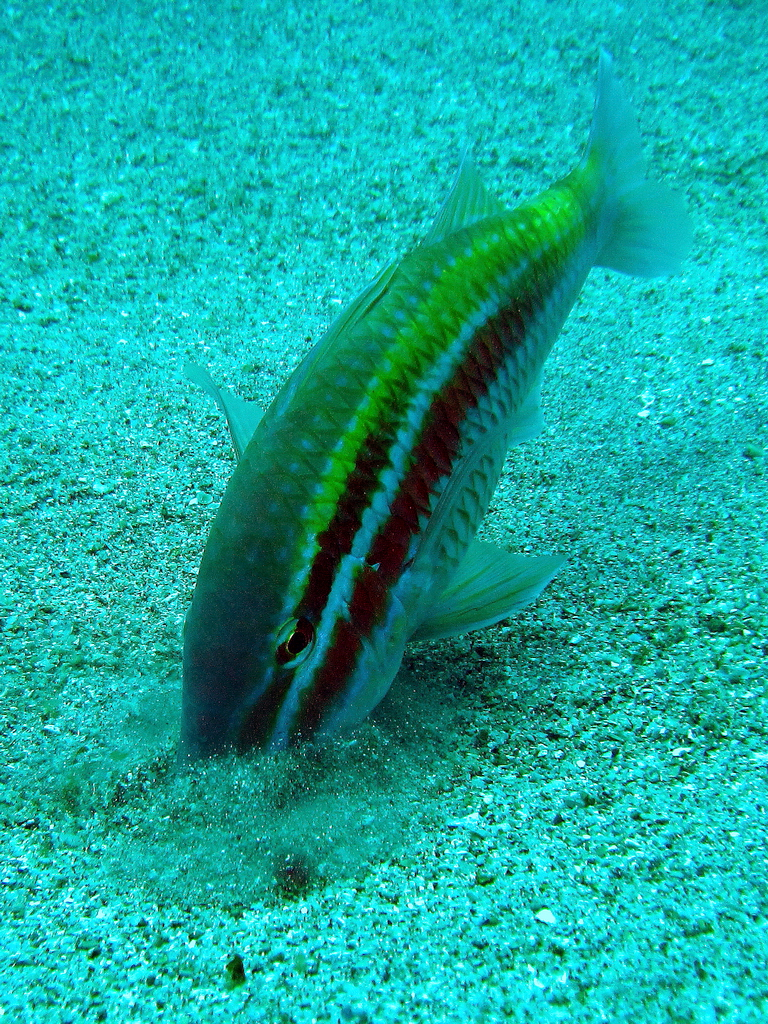
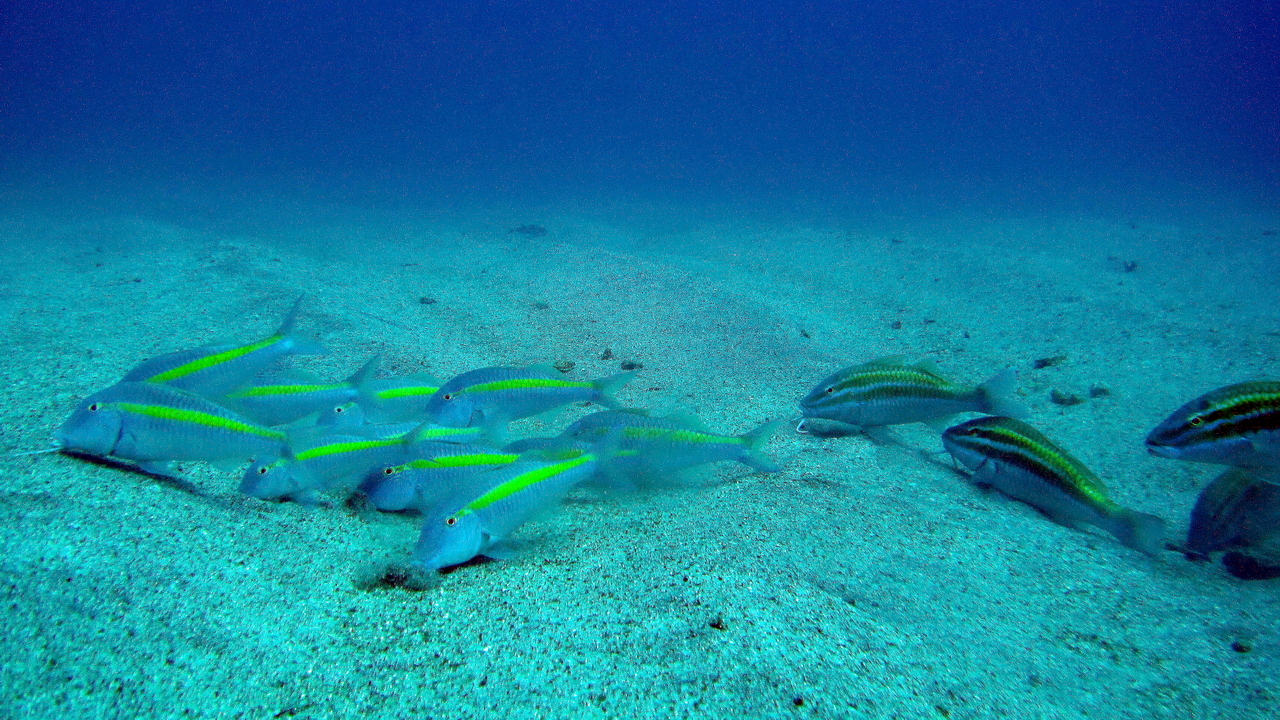
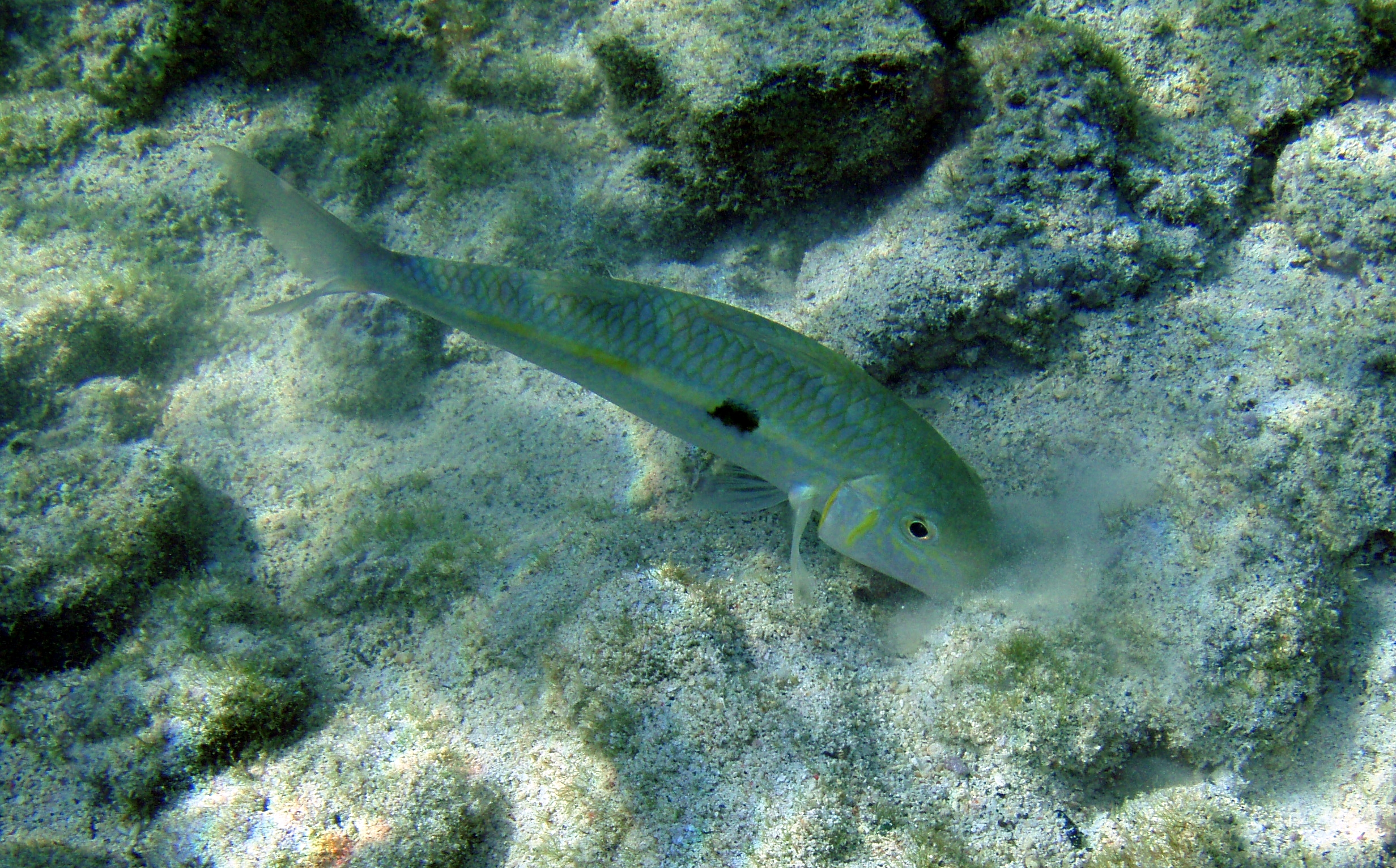
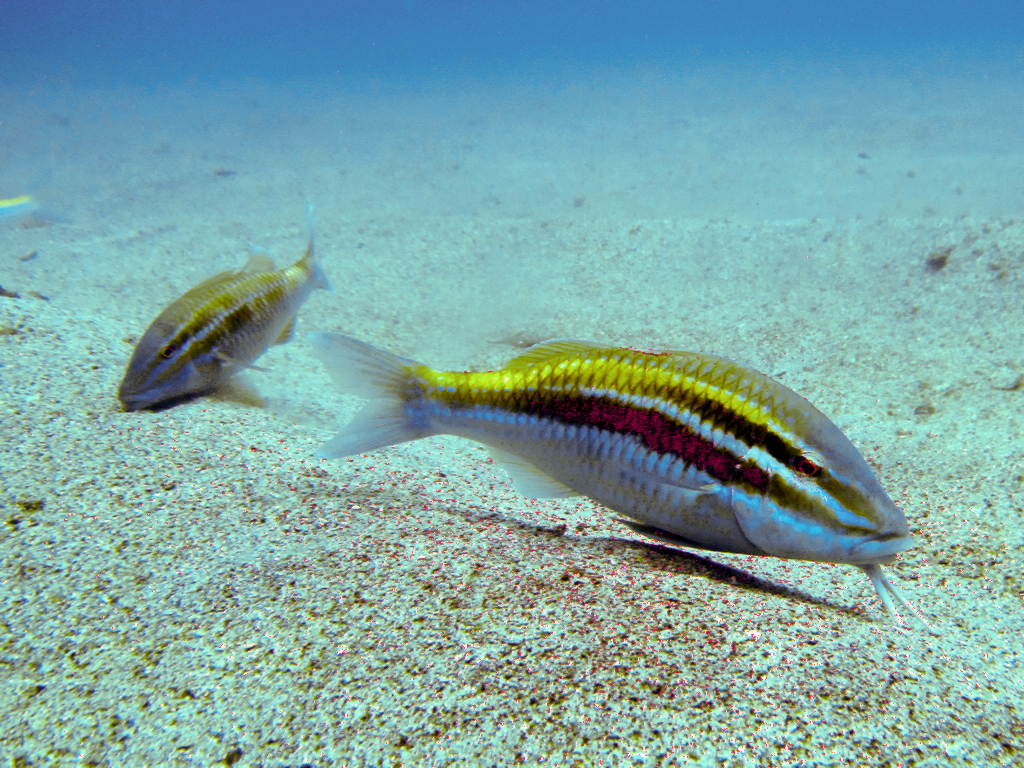